# Belogorsk, tỉnh Amur
Belogorsk (tiếng Nga: Белогорск) là một thành phố Nga, nằm bên sông Tom. Thành phố này thuộc chủ thể Amur Oblast. Thành phố có dân số 67.422 người (theo điều tra dân số năm 2002). Đây là thành phố lớn thứ 231 của Nga theo dân số năm 2002. Dân số qua các thời kỳ:67,422 (Điều tra dân số 2002); 73,435 (Điều tra dân số năm 1989);53,000 (1969); 34,000 (1939).